# قطيرة (عفرين)
قطيرة  قرية سوريّة تتبع إداريّاً لمحافظة حلب منطقة عفرين ناحية شران، بلغ تعداد سكانها 106 نسمة حسب التعداد السكاني لعام 2004.